# 小付
小付（こづけ）とは、食器の一種。

## 定義
小さな鉢よりさらに一回り小さい鉢を小付と呼称する。

## 用途
珍味を入れる食器として使用される。

## 形状
丸型、角型が基本的だが、工夫が凝らされた特殊な形状のものも多い。装飾にも手が込められている。